# De’voreaux White
De’voreaux White (* 6. August 1965 in Los Angeles) ist ein US-amerikanischer Schauspieler.

## Leben
White wurde in Los Angeles geboren. Seine erste Rolle (ein blindes Kind) hatte White in der ersten Folge der amerikanischen Fernsehserie Unsere kleine Farm aus dem Jahr 1974. 1980 war er in dem Musikfilm Blues Brothers als Junge zu sehen, der eine Gitarre aus einem Laden stehlen wollte. Seine bekannteste Rolle ist die des Limousinenfahrers Argyle in John McTiernans Actionklassiker Stirb Langsam mit Bruce Willis.
White war in den 1980er Jahren überwiegend als Nebendarsteller in vielen Fernsehfilmen und Episoden von Fernsehserien zu sehen. Bekannte darunter sind die Sitcom Head of the Class, die Krimiserie In der Hitze der Nacht und die Dramaserie Ein Engel auf Erden.
Seit den 1990ern lag seine Schauspielerarbeit Jahre lang still. Im Jahr 2000 gelang ihm seine Rückkehr in die Branche mit dem Film Shadow Hours und Sandbar.

## Filmografie
- 1977: Die Jeffersons – 984 W. 124th Street, Apt. 5C
- 1979: What's Happening!! – First Class Coach
- 1979: Schauplatz New York – The Accused
- 1979: Aunt Mary
- 1979–1981: Unsere kleine Farm (Little House on the Prairie, 6 Episoden)
- 1980: Blues Brothers (The Blues Brothers)
- 1980: Geliebtes Land (Beulah Land)
- 1981: Leave 'em Laughing
- 1982: T.J. Hooker – Second Chance
- 1982: Quincy – Baby Rattlesnakes (Quincy, M.E.)
- 1983: Polizeirevier Hill Street – Moon Over Uranus: The Final Legacy
- 1983: M.A.D.D.: Mothers Against Drunk Drivers
- 1983: Max Dugans Moneten (Max Dugan Returns)
- 1983–1984: Noch Fragen Arnold? (Diff’rent Strokes, 2 Episoden)
- 1984: Ein Platz im Herzen (Places in the Heart)
- 1985: Ein Engel auf Erden – As Difficult as ABC (Highway to Heaven)
- 1986: Times Square Gang – Come Into My Parlor
- 1986: 227
- 1987: The Room Upstairs
- 1987: Stingray – Blood Money
- 1988: Action Jackson
- 1988: Stirb langsam (Die Hard)
- 1988: Kid Glove's last Fight
- 1989: In der Hitze der Nacht – Gunshot (In the Heat of the Night)
- 1989: Out on the Edge
- 1989–1991: Head of the Class (Fernsehserie, 48 Episoden)
- 1991: Party Time mit Frankenstein
- 1992: Die Rap-Gang (Trespass)
- 2000: Shadow Hours
- 2012: Sandbar
- 2014: Workaholics (Fernsehserie, Episode Beer Heist)